# Pansarbandvagn 302
Pansarbandvagn 302 (Pbv 302) je švedski oklopni transporter namijenjen švedskoj vojsci. Dizajniran je i proizvođen od strane Hägglund i Söner u Örnsköldsvik (danas Hägglunds Vehicle AB). Omišljen je kao zamijena starijeg Pbv 301 transportera. Dizajn je bio gotov do 1961. godine, a serijske proizvodnja krenula je 1966. i trajala do 1971. godine. Vozilo je više puta modernizirano radi što dulje iskoristivosti. Njegov nasljednik, CV90 trebao bi ga zamijeniti kao novo borbeno vozilo pješaštva i transporter u švedskoj vojsci.

## Opis
Pbv 302 ima široke gusjenice i dobar omijer snage i težine. To mu daje odlične terenske sposobnosti i mali pristisak na tlo što olakšava borbeno djelovanje po snijegu. Pokretan je Volvo Dieselovim motorom snage 270 KS. Vozilo uz malu pripremu ima amfibijske sposobnosti. Maksimalna brzina mu je 65 km/h, a domet do 300 km. Naoružano je s 20 mm Hispano-Suiza tip 804 topom koji je postavljen u jednočlanu kupolu. Vozilo teži 14 tona. Vozilom upravlja tročlana posada (zapovjednik, vozač i topnik), a može prevesti do 8 potpuno opremljenih vojnika.

## Verzije
Ukupno je proizvedeno oko 650 vozila uključujući i sve varijante:
- Pbv 302A - standardni transporter
- Pbv 302C - poboljšani Pbv 302A, s pojačanim oklopom, snažnijim motorom i zračnim hlađenjem. Korišten je u UN i KFOR misijama.
- Stripbv 3021 - zapovjedno vozilo
- Epbv 3022 - izviđačko vozilo za artiljerijsku izviđačku potporu
- Bplpbv 3023  -
- Rlpbv 3024 - komunikacijsko vozilo s dodatnim radijima

Još tri druga vozila su napravljena na temelju Pbv 302 oklopnog vozila:
- Bgbv 82 -  oklopno vozilo za popravke
- Brobv 941 - nosač pokretnog mosta
- Pbv 3026 - ambulantno vozilo

Pbv 302 ima sličnosti i s dijelovima Ikv 91 lovca tenkova.

## Unutarnje poveznice
Pansarbandvagn 301 - Pansarbandvagn 302 - Pansarbandvagn 401 - Pansarbandvagn 501 - CV90

## Vanjske poveznice
- Hägglunds Vehicle AB site  Arhivirana inačica izvorne stranice od 9. svibnja 2008. (Wayback Machine)